# Dichtgestreepte artemisschelp
De dichtgestreepte artemisschelp (Dosinia lupinus) is een tweekleppigensoort uit de familie van de venusschelpen (Veneridae). De wetenschappelijke naam van de soort werd in 1758 als Venus lupinus voor het eerst geldig gepubliceerd door Carl Linnaeus.

## Beschrijving

### Schelpkenmerken
De schelp heeft een vrijwel ronde omtrek en een licht gebogen umbo (top) die iets uit het midden ligt. Vlak onder de top, aan de voorzijde in de inbochting, ligt een half ovaal vormig vlakje, het 'maantje'. Aan de achterzijde van de top is een soort vouw zichtbaar, het 'escutcheon'. De schelp heeft een heterodont slot met drie stevige geprononceerde cardinale tanden en laterale tanden. De bruinzwarte uit conchyoline bestaande slotband ligt grotendeels buiten de schelp. De sculptuur van de schelp bestaat uit heel fijne concentrische, dus parallel aan de onderrand verlopende, ribbeltjes. Ondanks deze ribbeltjes glanst het oppervlak van de buitenzijde van de schelp. De onderrand van de schelp is glad en niet gecrenuleerd.
In de Noordzee leeft de Noordelijke ondersoort Dosinia lupinus lincta. In Zuidelijker streken, met name de Middellandse Zee leeft een Zuidelijke ondersoort Dosinia lupinus lupinus. Beide ondersoorten verschillen slechts in geringe mate, de Noordelijke vorm wordt iets groter dan de Zuidelijke vorm.
In de Noordzee leeft ook de gewone artemisschelp (D. exoleta). Beide soorten lijken veel op elkaar en zijn soms zeer moeilijk uit elkaar te houden. Het voornaamste verschil is te vinden in de sculptuur: deze is bij de dichtgestreepte artemisschelp veel dichter en fijner dan bij de gewone artemisschelp. De buitenzijde van de schelp van de dichtgestreepte artemisschelp heeft daardoor ook een veel glanzender oppervlak, bovendien is bij de gewone artemisschelp een kleurpatroon aanwezig. Het escutcheon is bij de gewone artemisschelp vrijwel of geheel afwezig. De achterzijde van de schelp loopt vanaf de umbo bij de dichtgestreepte artemisschelp sneller naar beneden dan bij de gewone artemisschelp. Het verschil tussen beide soorten is bij fossiele exemplaren moeilijker te zien dan bij recente.
Dosinia lupinus lincta

Rechter en linker klep van hetzelfde exemplaar:

Rechter Klep
Linker Klep

### Grootte van de schelp
- Lengte: tot ±40 mm
- hoogte: tot ±40 mm.

### Kleur van de schelp
Egaal crême of grijswit: er is geen kleurpatroon aanwezig. De binnenkant is glanzend wit tot licht lila. De opperhuid is geelbruin van kleur.

### Kenmerken van het dier
De dieren worden ten minste 10 jaar oud.

### Habitat en leefwijze
De soort graaft zich diep de bodem in en leeft vanaf de laagwaterlijn tot op een diepte van ongeveer 200 m. In de Noordzee wordt zij echter niet ondieper aangetroffen dan ongeveer 40 meter.

### Voeding
De dichtgestreepte artemisschelp is een filteraar en leeft van plankton en ander in het water zwevend voedsel.

### Areaal
De ondersoort lincta leeft in de Noordzee en in het Noordelijke deel van de Atlantische Oceaan, de 'hoofdsoort' Dosinia lupinus lupinus leeft vooral in de Middellandse Zee. Omdat de soort in de Noordzee in tamelijk diep water leeft, spoelen recente exemplaren slechts zelden aan. Wel kunnen schelpen worden gevonden in aangespoelde van elders komende drijvende wierbossen.

### Fossiel voorkomen
Fossiele schelpen uit het Eemien zijn niet zeldzaam op de Noordzeestranden van Zeeland en de Waddeneilanden. Op andere kustgedeelten van Nederland zijn fossiele exemplaren tamelijk zeldzaam.

## Verwijzingen